# Le Petit Voyage
Pour les articles homonymes, voir Voyage (homonymie).
Le Petit Voyage est une pochade en un acte d'Eugène Labiche, représentée pour la première fois à Paris au Théâtre du Vaudeville le 1er décembre 1868.
Il s'agit d'une des rares pièces (quatre en tout sur 176) que Labiche a écrit seul, sans collaborateur dont :
- Un jeune homme pressé
- Un garçon de chez Véry
- Le Petit Voyage
- 29 degrés à l'ombre

Elle a été publiée aux éditions Dentu.

## Distribution
| Acteurs et actrices ayant créé les rôles |                   |
| Personnage                               | Acteur ou actrice |
| Ernest de Maxenville                     | Saint-Germain     |
| Godais, maître d'hôtel                   | M. Colson         |
| Auguste, garçon d'hôtel                  | Arnal             |
| Marie, femme d'Ernest                    | Mlle Davril       |